# AEL Limassol
Athlitiki Enosi Lemesou, řecky: Αθλητική Ένωσις Λεμεσού, mezinárodně známý jako AEL Limassol, je kyperský fotbalový klub z města Limassol. Založen byl roku 1930. Pětkrát vyhrál kyperskou ligu (1941, 1953, 1955, 1956, 1968), šestkrát kyperský fotbalový pohár (1939, 1940, 1948, 1985, 1987, 1989). Pětkrát startoval v evropských pohárech, vždy vypadl v úvodním kole. V Poháru mistrů evropských zemí 1968/69 s Realem Madrid, v Poháru vítězů pohárů 1985/86 s Duklou Praha, v Poháru vítězů 1987/88 s DAC 1904 Dunajská Streda, v Poháru vítězů 1989/90 s Admirou Wacker Vídeň a v Poháru UEFA 2002/03 s Ferencvárosem Budapešť. V klubu tradičně působí čeští a slovenští hráči i trenéři. Tým AEL vedli František Havránek, Valerián Švec, Dušan Uhrin, Dušan Uhrin ml., František Cipro či Josef Pešice. Hráli zde Vladislav Lauda, Ludevít Grmela, Josef Pešice, Jiří Šourek, Vít Turtenwald či Kamil Čontofalský.